# Championnat de France de rugby à XV 1996-1997
Navigation
Groupe A1 1995-1996 Groupe A1 1997-1998
Le Championnat de France de rugby à XV 1996-1997 est disputé par quarante clubs répartis en deux groupes, eux-mêmes en deux poules de dix. Les huit premiers de chaque poule sont qualifiés pour disputer des huitième de finale, les tours suivants de font par élimination sur un seul match.
À l'inter-saison, cinq clubs ont rejoint l'élite : le Biarritz olympique, l'AS Béziers, le CA Périgueux, le PUC et le Stade dijonnais.
Le Stade toulousain remporte le Championnat de France de première division 1996-1997 après avoir battu le CS Bourgoin-Jallieu en finale. Il obtient son 14e titre de champion de France, le quatrième d'une série de quatre titres consécutifs. Le CS Bourgoin-Jallieu perd la première finale qu'il dispute.
Toulouse et Bourgoin (les deux finalistes du championnat) mais aussi Brive (champion d’Europe) et Pau (vainqueur de la Coupe de France Yves du Manoir) se qualifient pour la Coupe d'Europe.
À l'issue de la saison 1996-97, le CA Périgueux, le PUC, le Stade dijonnais et le RC Nîmes sont relégués en groupe A2.
Pour la saison suivante, le groupe A2 est définitivement séparé du groupe A1 et se place en tant que Championnat de France de rugby à XV de 2e division.

## Phase de qualification

### Groupe A1
| Pos | Équipe              | Pts |
| --- | ------------------- | --- |
| 1   | CS Bourgoin-Jallieu | 45  |
| 2   | SU Agen             | 43  |
| 3   | US Dax              | 42  |
| 4   | Stade toulousain    | 42  |
| 5   | Castres olympique   | 40  |
| 6   | Biarritz olympique  | 37  |
| 7   | FC Grenoble         | 32  |
| 8   | AS Béziers          | 30  |
| 9   | RC Nîmes            | 25  |
| 10  | CA Périgueux        | 24  |

| Pos | Équipe                | Pts |
| --- | --------------------- | --- |
| 1   | CA Brive              | 43  |
| 2   | AS Montferrand        | 41  |
| 3   | USA Perpignan         | 41  |
| 4   | Section paloise       | 39  |
| 5   | RC Narbonne           | 38  |
| 6   | CA Bègles-Bordeaux    | 38  |
| 7   | RC Toulon             | 38  |
| 8   | US Colomiers          | 36  |
| 9   | Paris université club | 24  |
| 10  | Stade dijonnais       | 22  |

### Groupe A2
| Pos | Équipe                  | Points |
| --- | ----------------------- | ------ |
| 1   | Stade français          | 46     |
| 2   | Montpellier             | 45     |
| 3   | Valence d'Agen          | 39     |
| 4   | Rumilly                 | 38     |
| 5   | US La Teste             | 38     |
| 6   | Stadoceste tarbais      | 37     |
| 7   | SC Graulhet             | 35     |
| 8   | Saint-Paul sports rugby | 29     |
| 9   | FC Lourdes              | 27     |
| 10  | US Marmande             | 26     |

| Pos | Équipe                | Points |
| --- | --------------------- | ------ |
| 1   | RRC Nice              | 48     |
| 2   | Stade rochelais       | 43     |
| 3   | Aurillac              | 42     |
| 4   | Racing Club de France | 38     |
| 5   | FC Auch               | 37     |
| 6   | US Montauban          | 34     |
| 7   | Aviron bayonnais      | 33     |
| 8   | US Tyrosse            | 32     |
| 9   | Istres sport rugby    | 28     |
| 10  | Peyrehorade           | 25     |

## Phase finale

### Huitièmes de finale
| Équipe 1            | Équipe 2           | Résultat |
| ------------------- | ------------------ | -------- |
| Stade toulousain    | RC Narbonne        | 24-22    |
| CA Brive            | US Colomiers       | 31-36    |
| SU Agen             | FC Grenoble        | 27-27    |
| USA Perpignan       | CA Bègles-Bordeaux | 26-29    |
| CS Bourgoin-Jallieu | AS Béziers         | 23-14    |
| Section paloise     | Castres olympique  | 23-20    |
| AS Montferrand      | RC Toulon          | 12-6     |
| US Dax              | Biarritz olympique | 22-18    |

Les équipes dont le nom est en caractères gras sont qualifiées pour les quarts de finale.

### Quarts de finale
| Équipe 1            | Équipe 2           | Résultat |
| ------------------- | ------------------ | -------- |
| Stade toulousain    | US Colomiers       | 21-12    |
| SU Agen             | CA Bègles-Bordeaux | 22-18    |
| CS Bourgoin-Jallieu | Section paloise    | 24-18    |
| AS Montferrand      | US Dax             | 22-18    |

Les équipes dont le nom est en caractères gras sont qualifiées pour les demi-finales.

### Demi-finales
| Équipe 1            | Équipe 2       | Résultat |
| ------------------- | -------------- | -------- |
| Stade toulousain    | SU Agen        | 23-16    |
| CS Bourgoin-Jallieu | AS Montferrand | 21-17    |

Le Stade toulousain et Bourgoin sont qualifiés pour la finale.

### Finale
(mt : 6 – 6)
Points marqués :
- Toulouse : 3 pénalités et 1 drop par Deylaud
- Bourgoin : 2 pénalités par Geany

Évolution du score :
Arbitre : Daniel Gillet
Résumé
C'est la toute dernière finale de championnat de France disputée au parc des Princes avant le déménagement au stade de France.
La finale fut très indécise il y avait encore 6-6 à 9 minutes de la fin.
Pour la première fois depuis la finale de 1988, aucun essai n'est marqué.
| Stade toulousain Titulaires Stéphane Ougier 15 Michel Marfaing 14 Nicolas Martin 13 Thomas Castaignède 12 David Berty 11 (cap.) Christophe Deylaud 10 Jérôme Cazalbou 9 Sylvain Dispagne 8 Régis Sonnes 7 Didier Lacroix 6 Franck Belot 5 Hugues Miorin 4 Jean-Louis Jordana 3 Patrick Soula 2 Christian Califano 1 Remplaçants Olivier Carbonneau 16 Julien Tilloles 17 Xavier Garbajosa 18 Jean-Marie Bisaro 19 David Couzinet 20 Pascal Lasserre 21 Philippe Capelleri 22 Entraîneurs Guy Novès Serge Laïrle |  | CS Bourgoin-Jallieu Titulaires 15 Nigel Geany 14 Laurent Leflamand 13 Alexandre Péclier 12 Stéphane Glas 11 Ludovic Saunier 10 Gilles Cassagne 9 Dominique Mazille 8 Pierre Raschi 7 Michel Malafosse 6 Alexandre Chazalet 5 Jean Daudé 4 Marc Cécillon (cap.) 3 David Morgan 2 Jean-Pierre Sanchez 1 Philippe Vessilier Remplaçants 16 Julien Frier 17 Pascal Fernandez 18 Nicolas Guilhot 19 Laurent Belligoi 20 Frédéric Nibelle 21 Jean-François Martin-Culet 22 Laurent Gomez Entraîneurs Michel Couturas Alain Revol |

## Barrages de relégation
| Date   | Équipe Groupe A2        | Équipe 2            | Résultat |
| ------ | ----------------------- | ------------------- | -------- |
| 18 mai | Aviron bayonnais        | Saint-Girons SC     | 28-23    |
| mai    | SC Graulhet             | Avenir aturin       |          |
| mai    | Saint-Paul sports rugby | Lombez Samatan club | 17-23    |
| mai    | US Tyrosse              | Stade bordelais     |          |

## Groupe B
- Article détaillé : Groupe B 1996-1997

### Finale
| Année | Vainqueur | Score   | Finaliste  |
| ----- | --------- | ------- | ---------- |
| 1997  | Balma ORC | 15 – 14 | RC Orléans |